# Елиза Бонапарта
Марија Ана Елиза Бонапарта (*3. јануар 1777, Ајачо, Корзика, † 7. август 1820, Ст. Андреа, Трст), француска принцеза, била је сестра Наполеона Бонапарте.
Била је принцеза Кнежевине Лука и Пјомбино (1805.-1814. година), велика војвоткиња од Тоскане (1809.-1814. година) и грофица Компињана по именовању њеног брата.
Била је најстарија ћерка Карла Бонапарте и Летиције Рамолино Бонапарта, а Наполеонова млађа сестра. Имала је два старија брата, Луцијана и Жозефа и млађу браћу и сестре Луја, Паулин, Каролину и Жерома.

### Живот и одрастање
Елиза је рођена у Ајачу, на Корзици 1777. године. Крштено име јој је било Марија-Ана, али је касније званично усвојила надимак Елиза који је добила од њеног брата Луцијана са којим је била веома блиска у детињству.
У јуну 1784. године добила је стипендију за елитну женску школу Мејсон Ројал у Сент Луису, коју су похађале девојке из племићких породица и где је често посећивао њен брат Наполеон. Након Француске револуције Законодавна скупштина је 16. августа 1792. године донела одлуку о затварању школе, пошто је затворила и друге институције повезане са аристократијом. Након тога се Елиза вратила у Ајачо.
Око 1795. године породица Бонапарта се преселила у Марсељ. Тамо је Елиза упознала Феликса Баћиокија, Корзиканског племића и некадашњег капетана Краљевске Корзике, који је отпуштен након избијања револуције.
Она се удала за Феликса 1. маја 1797. године на грађанској церемонији у Марсељу, а верску церемонију су имали у Момбелу где је Наполеон имао вилу. Сам Наполеон је био забринут због Феликсове репутације као сиромашног капетана и имао је резерве према избору супружника своје сестре. Наполеон је 19. марта 1805. године сестри доделио Кнежевину Пјомбино која је неколико година уназад била власништво Француске и која је била од великог стратешког значаја за Наполеона због своје близине Елби и Корзици. Елиза је имала сву моћ над облашћу којом је управљала, док је Феликс имао споредну улогу и доносио је само војне одлуке. Спровела је законодавну реформу и донела нови кривични закон, по угледу на Наполеонов кодекс. Увела је и бесплатне медицинске прегледе како би искоренила болести које су харале овим подручјем. Отворила је и више наставних установа, као и једину мушку средњу школу у кнежевини.
У међувремену је Наполеон са шпанским двором потписао уговор којим је Тоскана пребачена у Француску и донесен је декрет којим је установљено Велико војводство Тоскана са Фиренцом као престоницом. Тад је Наполеон, 1809. године именовао Елизу за велику војвоткињу, али су услови декрета захтевали да Елиза спроводи одлуке Наполеона и његових министара што је њој ускраћивало овлашћења и могућност да измени било коју од одлука, а исти декрет је унапредио феликса у чин генерала дивизије.
Елиза је била једина жена којој је Наполеон поверио стварну политичку одговорност. Није волео политички активне жене и постављао их је на неке споредне положаје, као своју жену, коју је именовао за регента током свог одсуства, али је функција била само формална.
Наредних пар година је Елиза више пута имала неслагања са братом око разних питања везаних за спровођење закона и одлука на територијама којима је она управљала.

### Пад и изгнанство
1813. године, када се Наполеон суочио са савезничком коалицијом након његовог напада на Русију, муж његове сестре Каролине Жоашен Мира, краљ Напуља, придружио се аустријској кампањи и повео наполитанце у Рим. У јануару 1814. године је стигао до Фиренце, због чега је Елиза била принуђена да напусти Тоскану и врати се у Луку, да би званично 13. марта била приморана да абдицира као велика војвоткиња Тоскане у корист великог војводе Фердинанда III.
Након тога је неко време боравила у Аустрији, пре него се преселила у вилу у Трст.
Након што је Наполеон прогнан на Елбу 13. априла 1814. године према Уговору из Фонтенблоа Елиза је ухапшена 25. марта и смештају је у аустријску тврђаву Брун. Ослобођена је крајем августа и дозвољено јој је да остане у Трсту са титулом грофице од Компињана. Тад купује сеоску кућу у Вила Вичентина области где је живела све до своје смрти. У међувремену је финансирала и неколико археолошких ископавања у региону.

### Смрт
Током обиласка неког од археолошких налазишта чија је ископавања финансирала заразила се тада непознатом болешћу од које је и умрла пар месеци касније, тачније 7. августа 1820. године у својој 43. години живота.
Сахрањена је у базилици Сан Петронио у Болоњи.